# Moundou

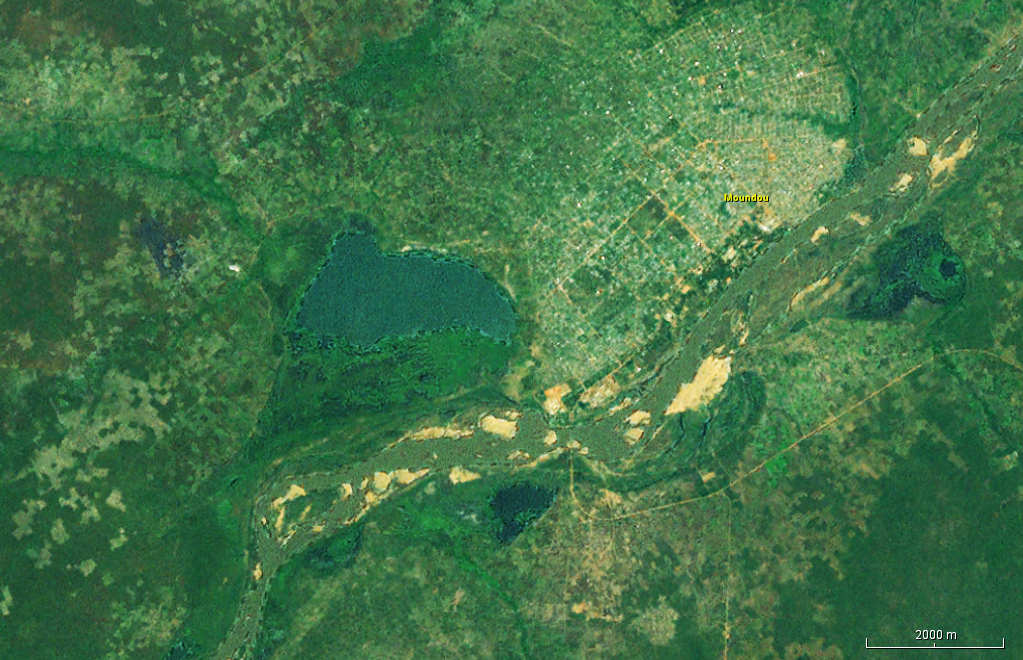
Satellietbeeld van de stad en Lac Ouei

Moundou (Arabisch: موندو) is de tweede stad van Tsjaad en tevens de hoofdstad van de provincie Logone Occidental.
De stad ligt aan de Mbéré, een zijrivier van de Logone, ongeveer 475 km ten zuiden van de hoofdstad Ndjamena. Het is de belangrijkste stad van het Sara-volk. Moundou is uitgegroeid tot een industrieel centrum, met de Gala Brewery, die het meest verkochte bier van Tsjaad produceert, katoenverwerkingsbedrijven en olie-industrie.

## Geschiedenis
De stad werd in november 1923 gesticht door de Franse sergeant en bestuurder Joseph-François Reste de Roca (1879-1976), Luitenant-Generaal van Tsjaad van 1923 tot 1926 en toekomstig Gouverneur-Generaal van Frans-Equatoriaal-Afrika. In 1916 was de militaire verovering van Tsjaad voltooid. Verzet tegen het koloniale regime duurde in het zuidwesten van het land echter voort tot rond 1930.
Rond de militaire post groeide geleidelijk een dorp. Langs de wegen ernaartoe werden bloemen geplant, waardoor de plaats in de koloniale tijd de bijnaam "Moundou-la-Rouge" kreeg.
In 1926 vestigde de Cotton Company van Kongo een ontkorrelbedrijf in Moundou. Later werd dit de onderneming CotonTchad (1972).
De eerste kadastrale kaart van Moundou werd gemaakt in februari 1926. Omdat het in die tijd niet mogelijk was om uitgebreid onderzoek te doen, werd de waterafvoerleiding naar de rivier aangelegd in de veronderstelling dat het terrein afloopt naar de rivier, terwijl in werkelijkheid de rivier hoger ligt. In 2012 merkte de burgemeester, Laoukein Kourayo Médard, op dat telkens als het water erg hoog staat, de rivier overloopt in Lac Ouei aan de westkant van de stad, en dat vervolgens de stad zelf wateroverlast krijgt.

## Geografie

### Klimaat
Moundou heeft een tropisch savanneklimaat (Code Aw). De warmste maanden zijn maart en april met overdag een gemiddelde maximumtemperatuur van 38° tot 40°C. Het minst warm zijn juli, augustus en september met maxima van rond 31°C. In deze maanden valt de meeste regen, 200 tot 280 mm per maand. In december, januari en februari valt (vrijwel) niets. De gemiddelde jaarlijkse hoeveelheid is ongeveer 1100 mm.

### Demografie
| Jaar | Aantal inwoners |
| ---- | --------------- |
| 1993 | 99.530          |
| 2008 | 142.462         |
| 2012 | 138.000         |

## Economie
De stad beschikt over katoenverwerkende industrie. Er werd al katoen geëxporteerd voordat er aardolie werd ontdekt, tegenwoordig de belangrijkste inkomstenbron voor Tsjaad. De verbouw van katoen werd van Franse zijde gestimuleerd (via de Agence française de développement), en de onderneming Dagris, tegenwoordig Geocoton, en het Europees Ontwikkelingsfonds. Met de verbouw van katoen werd al begonnen in de jaren 1920 omdat de Franse textielindustrie verzekerd wilde zijn van de aanvoer van grondstof. Tot die tijd waren ze afhankelijk van importen vanuit de Verenigde Staten en hun Aziatische kolonies. De Amerikaanse Burgeroorlog (1861-1865) bleek een risico voor die aanvoer.
Voorts zijn er bierbrouwerijen, die ook aan het naburige Kameroen leveren.
Sigaretten worden geproduceerd door "Manufacture des Cigarettes du Tchad" (MCT).

## Transport

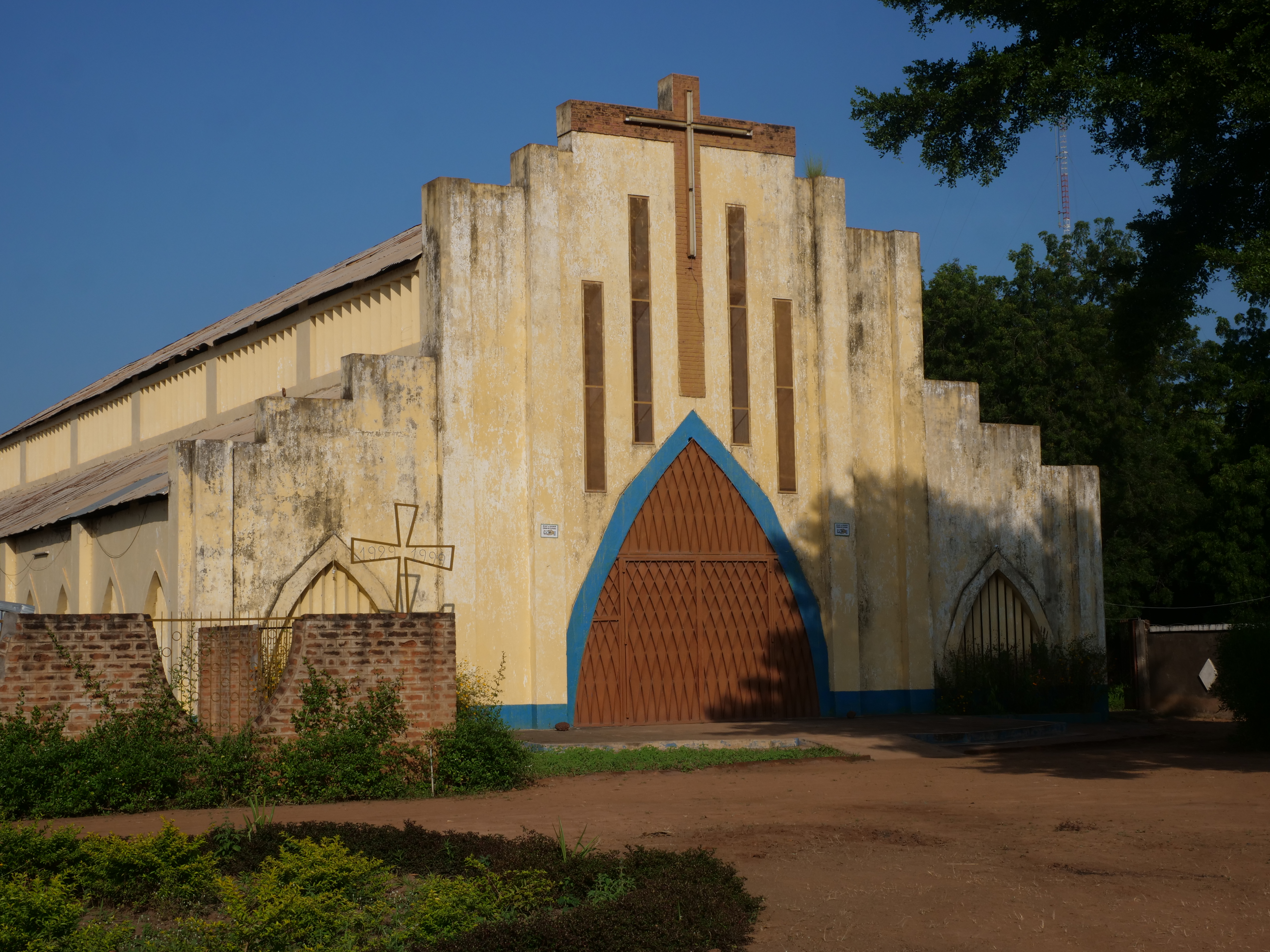
Katholieke kathedraal

Moundou ligt aan een van de hoofdwegen in zuidelijk Tsjaad.  De weg verloopt van Léré aan de grens met Kameroen, door Pala, Kélo, Moundou, Doba, Koumra en Sarh. Ook is er een vliegveld met verharde baan.

## Voorzieningen
Moundou beschikt over enkele scholen, onder andere de École des Sourds de Moundou; sinds 2002 is er een Instituut voor Hoger Onderwijs, de Université de Moundou.

## Religie
De stad beschikt over een aantal moskeeën. Ook zijn er enkele christelijke kerken zoals de kathedraal van het rooms-katholieke bisdom Moundou (opgericht in 1959), een evangelische kerk en een kerk van de Vergadering van gelovigen.